# Laja (Bolivia)
Laja es una localidad y municipio de Bolivia, ubicado en la provincia de Los Andes del departamento de La Paz. Se encuentra ubicado a 35 km de la ciudad de La Paz, la capital del departamento, y se halla a 3.860 metros sobre el nivel del mar. Según el censo nacional de 2012, el municipio de Laja cuenta con una población de 23.673 habitantes.
En el municipio de Laja, durante el año 1548, fue originalmente fundada la ciudad Nuestra Señora de La Paz por el capitán español Alonso de Mendoza. Posteriormente la ciudad de La Paz fue trasladada tres días después al valle de Chuquiago, donde hoy en día se asienta.

## Geografía
El municipio de Laja se encuentra en la parte sur de la provincia de Los Andes, al oeste del departamento de La Paz. Limita al norte con el municipio de Pucarani, al oeste con el municipio de Tiahuanaco, al suroeste con el municipio de Jesús de Machaca, al sureste con el municipio de Viacha, estos últimos tres en la provincia de Ingavi, y al este con el municipio de El Alto en la provincia de Murillo.
Laja tiene una fisiografía conformada por terrazas lacustres y colinas residuales, suelos elevados y homogéneos, con afloramientos rocosos y gravas. Los ríos del municipio, pertenecen a la cuenca del lago Titicaca son el Catari, Pallina, Pampasi y Tuni, entre otros. Tiene una temperatura mínima de -3 °C, y una máxima de 22 °C la precipitación es de 400 mm, con humedad relativa del 20% en invierno y 40% en verano.

## Demografía
De acuerdo con el censo boliviano de 2024, la población del municipio de Laja es de 38 612 habitantes.
La población del municipio aumentó más del doble entre 1992 y 2024:
| Año  | Habitantes (municipio) | Fuente |
| ---- | ---------------------- | ------ |
| 1992 | 14.653                 | Censo  |
| 2001 | 16.311                 | Censo  |
| 2012 | 23.673                 | Censo  |
| 2024 | 38.612                 | Censo  |

## Transporte
La localidad de Laja está ubicada a 38 kilómetros por carretera al oeste de La Paz, la sede de gobierno de Bolivia.
Desde La Paz, la carretera asfaltada Ruta 2 conduce al oeste hasta El Alto y otros cinco kilómetros al noroeste. Luego la Ruta 1 se bifurca hacia el oeste y tras otros veinte kilómetros llega a Laja. La Ruta 1 luego continúa hacia Tiahuanaco y el lago Titicaca. Excepto el centro, todas las calles laterales de Laja no están pavimentadas.